# Diez de Abril, Las Margaritas
Diez de Abril är en ort i Mexiko.   Den ligger i kommunen Las Margaritas och delstaten Chiapas, i den sydöstra delen av landet, 900 km öster om huvudstaden Mexico City. Diez de Abril ligger 1 206 meter över havet och antalet invånare är 184.
Terrängen runt Diez de Abril är bergig åt nordväst, men åt sydost är den kuperad. Diez de Abril ligger uppe på en höjd. Runt Diez de Abril är det ganska glesbefolkat, med 30 invånare per kvadratkilometer. Närmaste större samhälle är San Bartolo, 4,1 km nordost om Diez de Abril. I omgivningarna runt Diez de Abril växer i huvudsak städsegrön lövskog.